# Lava Beds (monument nacional)
Lava Beds - Lava Beds National Monument en anglès - és una zona protegida al nord-est de Califòrnia als comtats de Siskiyou i Modoc. Es localitza al flanc nord-est del volcà Medicine Lake a la Serralada de les Cascades i cobreix 188,96 quilòmetres quadrats. Aquesta unitat del Servei de Parcs Nacionals es va establir com un monument nacional sota la Llei d'Antiguitats el 21 de novembre de 1925.
L'àrea protegida conté més de 700 coves de tubs de lava, 20 dels quals estan obertes al públic per a l'espeleologia i exploració. El terreny del monument de la mateixa manera atrau els visitants amb nombroses rutes a través del paisatge dels deserts i matollars xeròfils i els camps volcànics.

## Formacions geològiques

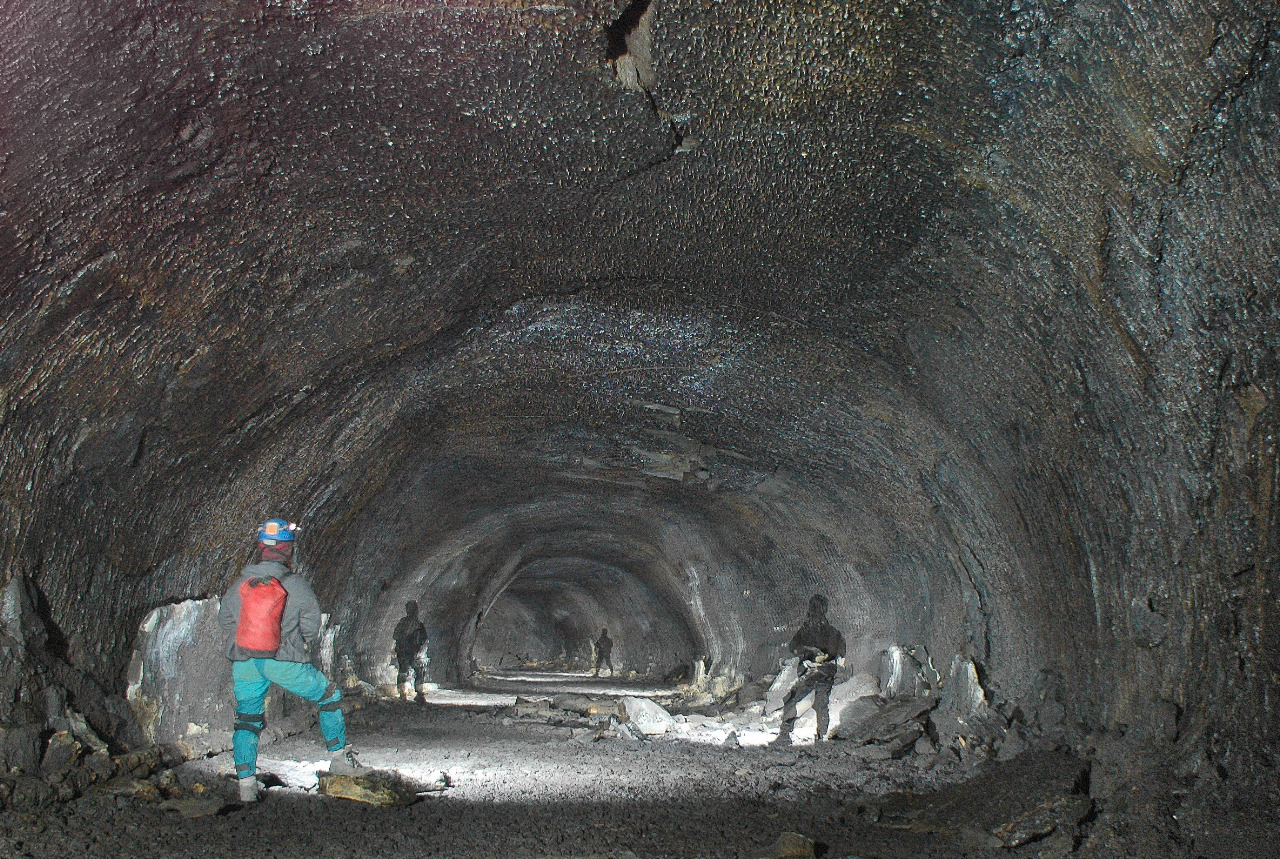
Visitants al monument explorant un tub de lava

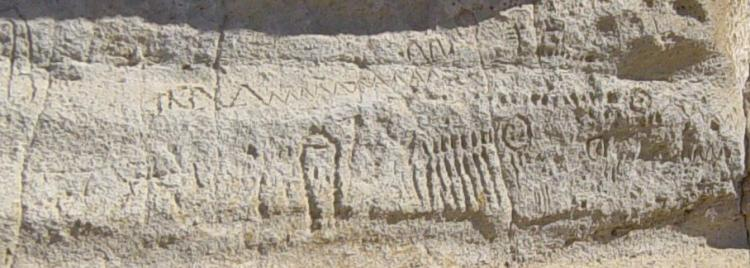
Petroglyph Point

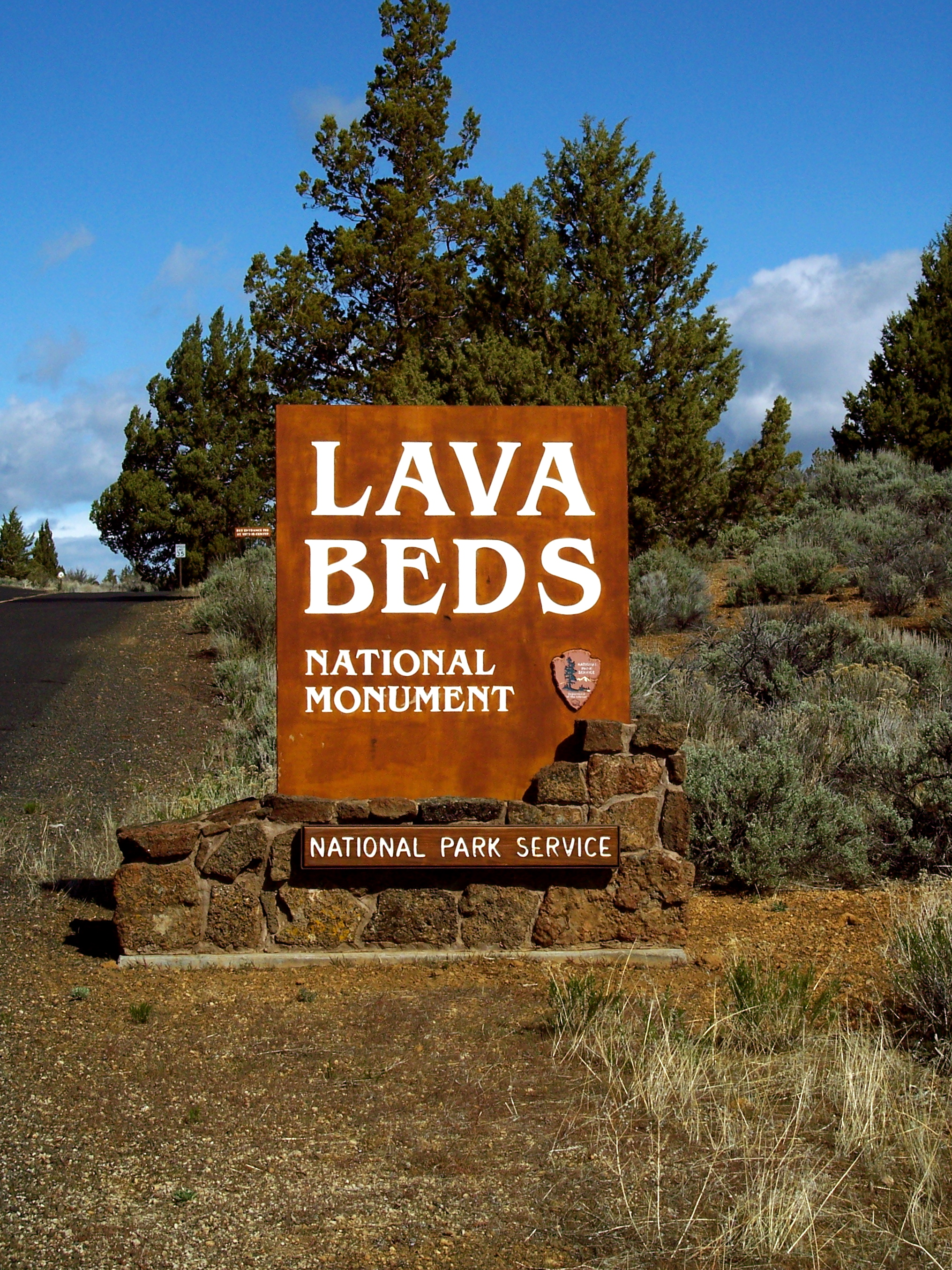
Entrada al monument nacional

El Monument de Lava Beds destaca geològicament per la seva gran varietat de formacions volcàniques. Aquests inclouen una varietat de coves de tubs de lava, fumaroles, cons de cendra, cons d'esquitxada, cràters de subsidència, hornitos, maars, fluxos de lava i camps volcànics. Les erupcions volcàniques en el volcà Medicine Lake, un volcà escut, han servit per crear un paisatge molt agrest que resulta esquitxat per molts exemples d'aquest vulcanisme.

## Arqueologia i història
La regió és la terra ancestral del poble modoc. El monument inclou Petroglyph Point, un dels majors exemples d'art rupestre amerindi dels Estats Units. Va ser inscrit en el Registre Nacional de Llocs Històrics el març de 1991.
Durant la Guerra Modoc els modocs van utilitzar aquests fluxos de lava tortuosos per defensar el seu territori. Sota el lideratge del Captain Jack des del 1872 fins al 1873, aquests amerindis van refugiar-se en una fortalesa de lava natural anomenada Captain Jack's Stronghold. A partir d'aquesta base, un grup de 53 combatents i les seves famílies, van bloquejar els avenços de l'Exèrcit dels Estats Units durant cinc mesos tot i que les forces de l'exèrcit nord-americà superaven els modocs per un factor de deu. El general E. R. S. Canby va ser assassinat aquí l'abril de 1873 pel Captain Jack en una reunió per negociar les condicions de pau.